# کراسنی مای
کراسنی مای (به لاتین: Krasny May) یک منطقهٔ مسکونی در روسیه است که در سرزمین آلتای واقع شده‌است.